# Małszyce (województwo łódzkie)
Małszyce – wieś w Polsce położona w województwie łódzkim, w powiecie łowickim, w gminie Łowicz.
Wieś duchowna położona była w drugiej połowie XVI wieku w powiecie gąbińskim ziemi gostynińskiej województwa rawskiego. Była wsią klucza łowickiego arcybiskupów gnieźnieńskich. W latach 1975–1998 miejscowość administracyjnie należała do województwa skierniewickiego.
W 1928 roku rolnik z wsi, członek sejmiku i rady powiatu łowickiego, Mateusz Kaźmierski został odznaczony Srebrnym Krzyżem Zasługi za „zasługi w pracy społecznej i spółdzielczej”.
Na podstawie dekretu PKWN z 31 sierpnia 1944 zostały utworzone miejsca odosobnienia, więzienia i ośrodki pracy przymusowej dla „hitlerowskich zbrodniarzy oraz zdrajców narodu polskiego”. Obóz pracy nr 136 Ministerstwo Bezpieczeństwa Publicznego utworzyło w Małszycach.